# Andon Bedros IX Hassoun
Andon Bedros IX Hassoun (ur. 15 czerwca 1809 w Konstantynopolu, zm. 28 lutego 1884 w Rzymie) –  duchowny ormiańskokatolicki, patriarcha Cylicii, kardynał.

## Życiorys
Święcenia kapłańskie przyjął 8 września 1832. W latach 1842–1846 arcybiskup koadiutor Stambułu i arcybiskup tytularny Anazarbus. Sakrę biskupią otrzymał 19 czerwca 1842 z rąk kardynała Giacomo Filippo Fransoni. Ordynariusz Stambułu w latach 1846-1867.Patriarcha Cylicji od 1867. Kreowany kardynałem na konsystorzu 13 grudnia 1880 przez papieża Leona XIII z tytułem prezbitera Santi Vitale, Valeria, Gervasio e Protasio.